# 성남시의회
성남시의회는 성남시에 제출된 의견이나 법안을 처리하기 위해 설치된 의회이다. 경기도 성남시 중원구 여수동에 위치하고 있다.